# Воронченко, Владимир Парфенович
Владимир Парфенович Воронченко (1908—1971) — советский военачальник, генерал-майор танковых войск (1953). Начальник штаба 10-го танкового корпуса, 25-го танкового корпуса и 8-го гвардейского механизированного корпуса, участник Великой Отечественной войны.

## Биография
Родился 1 августа 1908 года в Могилёве.
С 1927 года призван в ряды РККА и направлен для обучения в 1-ю Советскую объединённую военную школу РККА имени ВЦИК. С 1931 по 1932 год служил в Одесском военном округе в должности командира учебного взвода 51-го артиллерийского полка. С мая по сентябрь 1932 года обучался в Московских курсов усовершенствования комсостава механизированных войск РККА и с 1932 по 1933 год на педагогической работе в этих курсах в должности преподавателя огневого дела. С 1933 по 1938 год обучался на командном факультете Военной академии бронетанковых войск имени И. В. Сталина. С 1938 по 1942 год на педагогической работе в этой академии в качестве адъюнкта кафедры тактики, с 1940 по 1942 год — начальник учебной части этой академии.
С 4 июля по 20 октября 1942 года — начальник оперативного отдела, с 20 октября 1942 по 17 июня 1943 года — начальник штаба 10-го танкового корпуса в составе Юго-Западного фронта, участник Курской оборонительной операции. С 17 июня 1943 по 23 апреля 1944 года — начальник штаба 25-го танкового корпуса в составе 1-го Украинского фронта, участник Орловской наступательной операции, Киевской оборонительной операции и Днепровско-Карпатской операции. С 1944 по 1945 год — начальник штаба 8-го гвардейского механизированного корпуса в составе 1-го Белорусского фронта, участник Львовско-Сандомирской наступательной операции, в том числе в боях на Сандомирском плацдарме, в Варшавско-Познанской наступательной операции, Восточно-Померанской операции и Берлинской наступательной операции. 11 июня 1945 года за отличие в боях при овладении городом Берлин корпусу было присвоено почётное наименование «Берлинский».
С 1945 по 1946 год — начальник штаба 8-й гвардейской механизированной дивизии. С 1946 по 1950 год — командир 35-й гвардейской механизированной дивизии в составе Одесского военного округа. С 1950 по 1952 год — начальник штаба бронетанковых и механизированных войск Закавказского военного округа. С 1952 по 1953 год — командир 1-й гвардейской механизированной дивизии. С 1953 по 1954 год обучался в Высших академических курсов при Высшей военной академии имени К. Е. Ворошилова. С 1955 по 1961 год — начальник Центральных бронетанковых ордена Ленина Краснознамённых курсов усовершенствования офицерского состава имени В. М. Молотова. С 1961 по 1967 год — помощник командующего войсками Забайкальского военного округа по танковым и автомобильным войскам.
С 1967 года в запасе.
Скончался 18 июня 1971 года в Москве.

## Награды
- Орден Ленина (20.04.1953)
- четыре ордена Красного Знамени (13.03.1943, 02.10.1943, 11.04.1945, 06.11.1947)
- Орден Суворова II степени (31.05.1945)
- Орден Кутузова II степени (25.08.1944)
- Орден Отечественной войны II степени (22.01.1943)
- Орден Красной Звезды (03.11.1944)
- Медаль «За освобождение Варшавы» (09.06.1945)
- Медаль «За взятие Берлина» (09.06.1945)
- Медаль «За победу над Германией в Великой Отечественной войне 1941—1945 гг.» (09.05.1945)[6][7][1]